# Stizolobium pseudostizolobium
Stizolobium pseudostizolobium là một loài thực vật có hoa trong họ Đậu. Loài này được (Raddi) Kuntze miêu tả khoa học đầu tiên năm 1891.